# Hanna Glas
Hanna Glas (Sundsvália, 16 de abril de 1993) é uma futebolista sueca, que atua como defesa. Atualmente (2016), joga pelo Eskilstuna United. Foi chamada à Seleção Sueca de Futebol Feminino em 2017.

## Clubes
- 2017 - Eskilstuna United

## Títulos
- Campeonato Europeu de Futebol Feminino Sub-19 de 2012